# Duje Ajduković
Duje Ajduković (* 5. Februar 2001 in Split) ist ein kroatischer Tennisspieler.

## Karriere
Ajduković spielte bis 2018 auf der ITF Junior Tour. Dort konnte er mit Rang 62 seine höchste Notierung in der Jugend-Rangliste erreichen. Seine einzige Teilnahme bei einem Junior-Grand-Slam-Turnier erfolgte 2018 bei den Australian Open, wo er aber in der ersten Runde ausschied. Obwohl er noch bis 2019 als Junior spielberechtigt war, wechselte er schon früher zu Profiturnieren.
Er spielte ab 2018 regelmäßig auf der drittklassigen ITF Future Tour und konnte in diesem Jahr im Einzel ein Finale und zwei weitere Halbfinals sowie im Doppel ein Finale erreichen. 2019 verbesserte er sich weiter, indem er im Einzel und Doppel jeweils die ersten zwei Future-Titel gewann. Das Jahr beendete er im Einzel auf Platz 594 der Weltrangliste, während er im Doppel auf Rang 839 stand. Die verkürzte Saison 2020 begann Ajduković erneut mit zwei Future-Titeln im Einzel. Bei seinem ersten Turnier der ATP Challenger Tour in Split überraschte er die Konkurrenz und zog ins Halbfinale ein. Auf dem Weg besiegte er drei deutlich über ihm notierte Spieler wie Jozef Kovalík (ATP-Platz 124) zum Teil sehr deutlich. Er hatte fortan durch die Erfolge genug Punkte, um häufiger bei Challengers oder in der Qualifikation derer zu starten. Bei seinem dritten Challenger in Maia zog er als Qualifikant erneut ins Halbfinale ein, wo er Carlos Taberner unterlag. Das Jahr beendete er auf Rang 319.

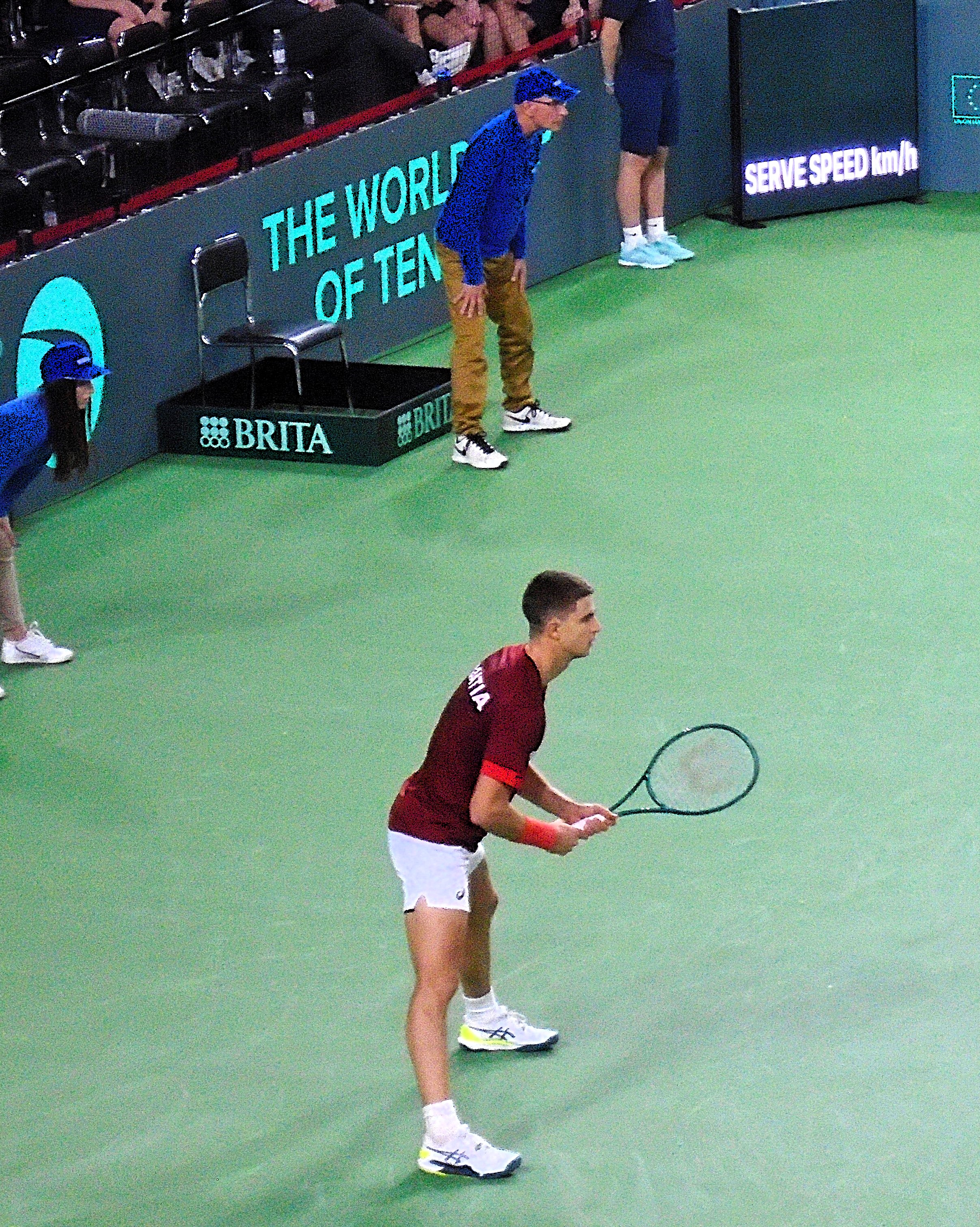
Duje Ajduković beim Davis Cup 2024 in Varaždin

Im Jahr 2021 spielte er fast nur noch Challengers. Den ersten Erfolg dort hatte er durch den Viertelfinaleinzug in Antalya. In Mailand und Iași folgten weitere Viertelfinals. Das ATP-Tour-Event in Umag vergab an Ajduković eine Wildcard für das Einzel- und Doppelfeld, wodurch dieser sein Debüt auf diesem Niveau geben konnte. Im Einzel gewann er gegen Andrea Collarini, ehe er gegen Albert Ramos Viñolas verlor; im Doppel unterlag er beim Auftakt. Sein drittes Challenger-Halbfinale konnte er in Mailand erreichen, 2022 folgte sein viertes auf Gran Canaria. Er steht mit Platz 247 aktuell auf seinem Karrierehoch in der Weltrangliste.

## Erfolge
| Legende (Anzahl der Siege)  |
| Grand Slam                  |
| ATP World Tour Finals       |
| ATP World Tour Masters 1000 |
| ATP World Tour 500          |
| ATP World Tour 250          |
| ATP Challenger Tour (3)     |

### Einzel

#### Turniersiege
| Nr. | Datum             | Turnier     | Belag         | Finalgegner     | Ergebnis      |
| --- | ----------------- | ----------- | ------------- | --------------- | ------------- |
| 1.  | 5. August 2023    | Lüdenscheid | Sand          | Hugo Dellien    | 7:5, 6:4      |
| 2.  | 19. November 2023 | Kōbe        | Hartplatz (i) | Shō Shimabukuro | 6:4, 6:2      |
| 3.  | 1. September 2024 | Mallorca    | Hartplatz     | Matteo Gigante  | 4:6, 6:3, 6:4 |